# Криптокорина апоногетонолистная
Криптокори́на апоногетоно́ли́стная (лат. Cryptocoryne aponogetifolia) — травянистое растение рода Криптокорина семейства Ароидные.

## Описание
Криптокорина апоногетонолистная представляет собой куст без стебля с длинными заострёнными на концах сильно гофрированными листьями светло-зелёного цвета. Жилкование листа продольное. Куст достигает в высоту 50—60 сантиметров. В природе встречается на Филиппинских островах.

## Культивирование
При содержании в аквариуме оптимальные условия — температура выше 24 °C и жёсткая (8—16 немецких градусов) щелочная (pH 7—8) вода. Криптокорина очень чувствительна к резким перепадам pH, которые приводят к разложению листьев («криптокориновой болезни»), поэтому нежелательно понижение pH и жёсткости и частая подмена воды. При добавлении воды взамен испарившейся она должна быть такой же жёсткости и pH, что и вода в аквариуме. Освещение должно быть ярким, по спектральному составу близким к естественному, но рассеянным. Грунт должен содержать максимальное количество органических веществ, при посадке в отдельный горшок он должен состоять из глины, торфа, древесного угля, высушенного ила, мелкой и средней гальки и крупного песка. При этом грунт в аквариуме должен иметь такую же температуру, как вода. 

В аквариуме криптокорина размножается только вегетативно, образуя корневые отводки, что однако происходит медленно. 

Криптокорина является болотным растением, поэтому она может культивироваться в условиях палюдариума и влажной оранжереи. При этом форма листьев изменяется и они становятся более короткими, приобретая овальную форму. Оптимальная температура — 28—30 °C, освещение должно быть ярким, но рассеянным, грунт — рыхлым и питательным.